# 나카요시
《나카요시》(なかよし)는 고단샤에서 발행하는 일본의 월간 소녀만화 잡지이다. 1954년 12월호가 창간(1955년 1월호)되었다. 로마자로는〈Nakayoshi〉라고 표기될 때가 많지만 정식 표기는〈Nakayosi〉이다. 나카요시는 일본어로 "좋은 친구"를 뜻한다.

## 개요
리본(슈에이샤 발행), 챠오(쇼가쿠간 발행)과 함께, 3대 초중학생 소녀 만화 잡지의 하나로, 경쟁 관계에 있다. 리본, 챠오와 함께 경합지로 히토미 (아키타 서점발행)이 존재하지만, 휴간하고 있다(증간은 계속).
창간 당초에는 만화를 포함한 소녀를 위한 종합 읽을 거리 잡지로, 그림동화,그래프.만화 3개를 기둥으로 축하고 있었지만, 1958년쯤부터 만화를 메인으로하는 지면이 되었다. 2004년 12월에 창간 50주년을 맞이했다. 현존 하는 만화 잡지로서는 일본 최고의 존재이며, 한층 더 과거에 존재한 만화 잡지를 포함해도 1997년 4월의 오사카 팩(190611월 - 1950년 3월, 43년 4개월)의 기록을 깨트린 일본 최장수를 기록 갱신하고 있다. 또 현존하는 코단샤 발행의 유아 및 아동용 또는 소년, 소녀를 위한 잡지 중에서도 최고의 역사를 가져, 본지의 9개월 후에 창간 된〈리본〉과 함께, 수많은 명작이나 저명한 만화가를 배출하고 있다.
《미소녀전사 세일러문》시리즈가 대히트했던 1993년에는 발행부수가 200만부까지 갔었으나, 1999년에 70만부로 저하,〈챠오〉에서 앙케이트한 소녀 만화 잡지로의 쉐어도 3위로 전락해버렸다. 그 후에도 발행 부수 저하는 멈추지 않고, 2008년 시점으로는 34만부로 한창 인기 있었을 때의 1/6이 되었다. 발행부수 그 자체는 계속 저하되고 있지만,〈리본〉의 부수가〈나카요시〉이상으로 침제했기 때문에, 2006년도 이후에는 소녀만화의 쉐어는 월간지에서 2위로 재부상하고 있다.
2006년도〈어린 아이와 미디어에 관한 의식조사〉(일본PTA전국협의회주최)에서, 본지가〈소녀코믹〉,〈챠오〉에 이어서〈부모가 아이에게 읽혀주고 싶지 않은 잡지〉의 제3위랭크 인했다.

### 대상 연령
본지의 타겟 연령층은 리본과 비슷해 초등학생~중학생3학년생까지의 여자아이로 되어있지만, 외부 작가가 다수 재적해서 소설을 원작으로 하는 기획등이 많은 이유로 고연령 전용의 만화들도 게재되기에 리본, 챠오와는 다르게 연령대가 폭이 가장 넓다.

## 주된 연재 작품
※애니,소설관련작품에 관해서는, 원작 기용작품은 두꺼운、타이업 작품은기울기으로 기용.
※6회 이상 연재된 작품만 적을 것.

### 현재 주된 연재 작품
- 데굴데굴 완두콩 (아베 유리코) ※밍크 동시연재
- 프리큐어 시리즈 (카미키타 후타고, 원작：토도 이즈미)
- 지옥소녀 시리즈 (에토 미유키)
- 캐릭캐릭 체인지 (PEACH-PIT) ※밍크 연재중 (3-4화 차이남)
- 수호캐릭짱!（나프탈렌 미즈시마, 원작：PEACH-PIT）
- 메루헨양 (사쿄)
- 요계 네비 루나 (키쿠다 미치요, 원작：이케다 미요코)
- ARISA (안도 나츠미)
- 두근두근! 타마땅 (코게돈보*)
- 나에게××하세요 (토오야마 에마)

### 과거의 주된 연재작
가로안은 작가/한국출판사 및 레이블명

#### ㄱ
- 괴도 세인트 테일（타치카와 메구미 / 서울문화사 밍크코믹스）
- 금붕어 주의보!（네코베 네코 / 삼성플랜）
- 꼬마여신 카린 시리즈（코게돈보 / 학산문화사 메이퀸코믹스）

#### ㄴ
- 네 볼에 Kiss!（오오우치 에이코, 원작:나츠카와 스즈카 / 삼양출판사）

#### ㄷ
- 미소녀전사 세일러문 (한국 - 달의 요정 세일러문)（타케우치 나오코 / 대원씨아이）

#### ㄹ
- 리본의 기사（테즈카 오사무 / 학산문화사）

#### ㅁ
- 마법기사 레이어스 (원작: 클램프 / 대원씨아이)
- 모닝구무스메。이야기-모닝구무스메。오피셜 스토리（칸자키 유타카, 원작:다나카 리카 / 대원씨아이 해피코믹스）
- 미라클 （아키모토 나미）

#### ㅂ
- OK 뮤뮤 시리즈（이쿠미 미아 / 서울문화사）

#### ㅅ
- 슈가슈가룬（안노 모요코 / 학산문화사）
- 스마일로 가자 (안도 나츠미 / 서울문화사)
- 스피카 (안도 나츠미 / 서울문화사 밍크코믹스)

#### ㅇ
- 오렌지 플래닛（후쿠시마 하루카 / 서울문화사）
- 와일드 랍니다♡ (안도 나츠미 / 학산문화사 메이퀸코믹스)
- 우리아기는 외계인 시리즈（카와무라 미카 /서울문화사 밍크컬렉션）
- 울트라 큐티 (아키모토 나미 / 서울문화사)

#### ㅈ
- 쫑아는 사춘기（기무라 치카, 원작:아키모토 야스시 / 학산문화사）
- 지켜줘! 롤리팝 시리즈（키쿠다 미치요 / 학산문화사 메이퀸코믹스）

#### ㅊ
- 초록화원 (아키모토 나미 / 서울문화사)

#### ㅋ
- 카드캡터 사쿠라 (CLAMP / 서울문화사 윙크컬렉션(전: 밍크코믹스))
- 캔디 캔디 （이가라시 유미코, 원작:미즈키 쿄코 / 하이북스）
- 클릭 Mink (타치카와 메구미 / 서울문화사 밍크코믹스)
- 키친의 공주님（안도 나츠미, 원작:코바야시 미유키 / 학산문화사 메이퀸코믹스）

#### ㅌ
- 태엽소녀 티나 (아유미 유이 / 서울문화사 밍크코믹스)

#### ㅍ
- 피치피치핏치 （하나모리 핑크, 원작:요코테 미치요 / 학산문화사 메이퀸코믹스）
- 빛의 전사 프리큐어 시리즈 （카미키타 후타고, 원작:토도 이즈미 / 학산문화사 메이퀸코믹스)
- 프리티 하니 (아키모토 나미 / 대원씨아이)

#### A~Z
- B.Wanted（에누에 케이 / 서울문화사）
- TV요리사 링고 (아유미 유이, 원작:코바야시 미유키 / 서울문화사 밍크코믹스)
- School×Fight（하라 아스미 / 대원씨아이）

## 독자투고코너

### 역대타이틀
- 장난꾸러기 클럽 (ちゃめっこクラブ) (일러스트담당：片岡みちる)
- 슈퍼 장난꾸러기 클럽 (スーパーちゃめっこクラブ) (일러스트담당：片岡みちる（도중에 桜井明子가 일러스트 담당이 되며, 캐릭터도 바뀌었다.))
- 모두 모여라! 나카요시코 파라다이스 (みんな集まれ! なかよしっこパラダイス) (일러스트담당：桜井明子)
- GO→GO→나카요시채널 (GO→GO→なかよしチャンネル) (일러스트담당：나프탈렌 미즈시마, 유미미)
- 나카요시 스튜디오 (なかよしスタジオ)（일러스트담당：나프탈렌미즈시마）
- 나카요시 학원 (なかよし学校) (일러스트담당：나프탈렌 미즈시마)

### 역대캐릭터
- 장난꾸러기 클럽/하나코(ハナコ),타로우(タロウ, 도중에 등장),미이땅(みーたん),스고이와자맨(すごい技だマン),챠피(ちゃっぴー),스고이와자다냥(독자투고로 인해서 이름결정)
- 슈퍼 장난꾸러기 클럽
  - (片岡みちる판)/〈장난꾸러기 클럽〉과 동일.
  - (桜井明子판)/호시노나나(星野ナナ),긴지로(銀次朗, 독자투고로 인해서 이름결정,다카키 토모노스케(高木とものすけ),아루미(アル美,알루미늄히메(アルミニウム姫)）
- 모두모여라! 나카요시코 파라다이스/桜井明子판〈슈퍼 장난꾸러기 클럽〉과 똑같지만, 긴지로가 원래 모습(유미 카오루(弓かおる, 독자 투고로 인해 원래모습과 이름 결정))이 되었다.
- GO→GO→나카요시 채널/무우스(むうす),세이야(セイヤ),젤리(ぜりー),사부지이(さぶじい)
- 나카요시 스튜디오/하루(ハル),아키(アキ),나츠오(ナツオ),후유미(フユミ),타카코(タカコ),사부지이(さぶじい)(〈GO→GO→나카요시채널〉에서 옮겨서 참가), 사키[6]
- 나카요시 학원/마미,류우세이,미라노,와타루,칸타로선생님,???(달걀,가칭으로 이름모집중)

## 증간호
증간호로 2003년부터,〈나카요시러블리(なかよしラブリー)〉가 연4-5회발행되고 있다. 만화 대부분이 1화완결 단편이나, 증간호 오리지널 만화도 있으며, 본편의 번외편도 개제되고 있다.

### 과거의 증간호
- 나카요시○○방학랜드(なかよし○○やすみランド)（○○ 안에는〈봄(はる)〉〈여름(なつ)〉〈겨울(ふゆ)〉이 들어간다）연3회 1997년부터
- 나카조우(なかぞう) 연3-4회 1994년부터
- 나카요시 증간 룬룬(なかよし増刊るんるん) 1991년부터→〈룬룬〉으로해서 독립창간
- 나카요시 디럭스*なかよしデラックス( 1977년창간
- 별책나카요시(別冊なかよし) 1971년창간

또 다르게〈amie〉,〈ChuGirl〉같은 파생잡지가 발행한 적도 있다.

## 나카요시 더넥스트
나카요시 더 넥스트(なかよし ザ・ネクスト)는 나카요시 2000년부터 2002년에 걸쳐서 연1회개최된 경쟁기획이다. 별책 부록으로 신인 작가의 단편을 3개 게재해서, 독자 투표로 1위가 된 작품은 본지에 연재가 약속된다.

### 참가작품
☆은 연재화 획득작
- 2000년11월호
  - ODAIBA러브서바이벌（시로사와 마리모, 원작:코바야시 미유）☆
  - 키라라SOS (카나시로 냥코）
  - 소녀인어（에토 미유키）
- 2001년11월호
  - 셀레브레이트!（에토 미유키）
  - 학원천국（하라 아스미）☆
  - 매지컬♥라보（岡村香穂）
- 2002년11윌호
  - 1/100의 마음（미즈츠키 륜）
  - 지켜줘! 롤리팝（키쿠다 미치요）☆
  - 러브겟츄 ~사와키당골동품점4대째~（핫토리 유카코）

## 같이 보기
- 룬룬
- Amie
- 나카요시 신인 만화상
- 나카요시 러블리
- 고단샤 코믹스 나카요시
- 나카요시 문고
- 나카요시와 친구들 (게임) - 1993년 패밀리 컴퓨터 발매